# Leroy Harris senior
Leroy Harris senior (* Februar 1895 in St. Louis; † März 1969 ebenda) war ein US-amerikanischer Jazzmusiker (Banjo, Gitarre, auch Flöte).

## Leben und Wirken
Harris stammte aus einer musikalischen Familie; sein Bruder war der Geiger und Bandleader Jimmy Harris, seine Schwester Marie war Pianistin. Sein Bruder Arville Harris war ebenfalls Jazzmusiker. eine Karriere begann er in den frühen 1920er-Jahren als Banjospieler, Gitarrist und Flötist auf Flussdampfern. Nach seinem Umzug nach New York war er Mitglied der Bands von Fletcher Henderson (ab 1925), Duncan Mayers (1926), Clarence Williams, LeRoy Tibbs and His Connie’s Inn Orchestra, Jesse Stone (1937), Horace Henderson, Tiny Bradshaw und Willie Bryant. Im Bereich des Jazz war er zwischen 1926 und 1950 an 41 Aufnahmesessions beteiligt, außer den Genannten mit King Oliver.
Sein Sohn Leroy Harris junior (Klarinette, Altsaxophon) arbeitete ab den 1930er-Jahren bei Earl Hines und Singleton Palmer.